# Wapelsberg
Wapelsberg ist ein Ortsteil im Stadtteil Paffrath von Bergisch Gladbach. Er bildet mittlerweile mit den umliegenden Ortsteilen einen geschlossenen Siedlungsbereich, so dass er nicht mehr eigenständig in Erscheinung tritt.

## Geschichte
Der Name Am Wapelsberg ist eine alte Gewannenbezeichnung, die das Urkataster  im Bereich der heutigen Straße verzeichnet.
Der Wapelsberg ist eine Erhebung am alten Heerweg Köln–Wipperfürth–Soest, der heutigen Bundesstraße 506. In der ersten Hälfte des 20. Jahrhunderts wurde diese bebaut. Die Siedlung wurde nach der Erhebung benannt. Die Erhebung und die Ortslage sind seit 1938 auf Messtischblättern regelmäßig als Wapelsberg verzeichnet.

## Etymologie
Das Bestimmungswort Wapel ist als hochdeutsche Übertragung des mundartlichen  Wortes Worbel entstanden und bedeutet Waldbeere. Die Gewannenbezeichnung bezog sich folglich auf eine Anhöhe, die mit Waldbeeren bestanden war.